# Гумхой
Гумхой (чечен. ГӀумхой) — чеченский тайп, представители которого являются выходцами из территориальной группы (тукхум) Чеберлой. Проживают в восточной части Чеченской Республики.

## История
Представители тайпа были выселены с гор из-за сопротивления России. Жители аула Кяшкарой объявили настоящую войну калмыкам из-за равнинных пастбищ, на этой войне приняли участие и другие тайпы в том числе и гумхой.
Существуют несколько версий происхождения тайпа. Согласно некоторым преданиям, гумхой — выходцы из Древнего Шама, осевшие в Кази-Кумухе.
Некоторые историки ошибочно полагают, что чеченский род гӀумхой, происходит от андийцев из селения Кунха (Гунха), так же ошибочно утверждая, что гӀумхой или «кунхой», являются ассимилированными «очеченившимися», как они выражаются андийцами. Простолюдины приписывают гӀумхой к кумыкам. Те и другие утверждения не имеют никакой научной основы, не говоря уже о том, что слово «очеченившиеся», не научный термин и несёт уничижительную нагрузку. На самом деле гӀумхой, являются изначально нахским племенем, которое жило на территории Дагестана еще за долго до появления там Сасанидской, Арабской и других Империй, что засвидетельствовано еще Геродотом, писавшем о заселения малоосвоенных людьми гор Дагестана скифо-сарматскими и аланскими племенами. На основе которых, в последующем и происходит этногенез рода гӀумхой, к которым с приходом арабских завоевателей присоединились жители Шама (населения Передней Азии), части соседних нахам дагестанских племен, и таким образом продолжалось вплоть до образования Кази-Кумухское Шамхальство.
Гумхой имеют свою родовую гору Гумик-лам, топоним который сегодня практически никем не употребляется, но сохранился в документах и картах XIX в.и упоминается в работе И. Бларамберга.

## Известные представители
- Кунта-Хаджи Кишиев — чеченский суфийский шейх. Основатель Хаджи-мюридии, наиболее крупной религиозной общины (вирда) в Чечне и на Кавказе[1].